# Padasterjochhaus
Das Padasterjochhaus ist eine Schutzhütte in den Stubaier Alpen auf einer Höhe von 2232 m ü. A. Sie wurde 1907 von der Sektion Wien der Naturfreunde Österreich auf der Seite des Gschnitztals unterhalb des Padasterjochs errichtet und gilt als das älteste Naturfreundehaus in Österreich.

## Geschichte
Eine Schutzhütte für die Naturfreunde war seit 1904 am Serleskamm geplant. Gebaut wurde dann unterhalb des Padasterjochs, am oberen Ende des Padasterbachtals, westlich von Steinach am Brenner. Die Bauarbeiten nach Plänen von Julius Depaoli aus Innsbruck begannen 1905 mit der Anlage eines Weges zum Bauplatz. Am 13. Oktober 1906 fand die Firstfeier statt, am 12. August 1907 wurde das Haus feierlich eröffnet. Für den Bau mussten die Naturfreunde einen Kredit in Höhe von 25.000 Kronen aufnehmen. Seit 1908 ist das Haus bewirtschaftet und hatte in dem Jahr mehr als 1000 Besucher. Als am 14. Februar 1934 der dem Demokratischen Sozialismus verbundene Touristenverein die Naturfreunde durch die Regierung des austrofaschistischen Bundeskanzlers Engelbert Dollfuß verboten wurde, kam sein Vermögen an politisch genehme Vereine. Das Padasterjochhaus wurde Schutzhaus des Österreichischen Touristenvereines Bergfreunde und nach dem Anschluss Österreichs an das Deutsche Reich Deutsche Jugendschutzhütte. Nach 1945 war das weder beschädigte noch geplünderte Haus bald wieder bewirtschaftet.

## Gipfel und Übergänge
Gipfelbesteigungen:
- Hammerspitze
- Kesselspitze
- Kirchdachspitze
- Lämpermahdspitze

Übergänge:
- Blaserhütte

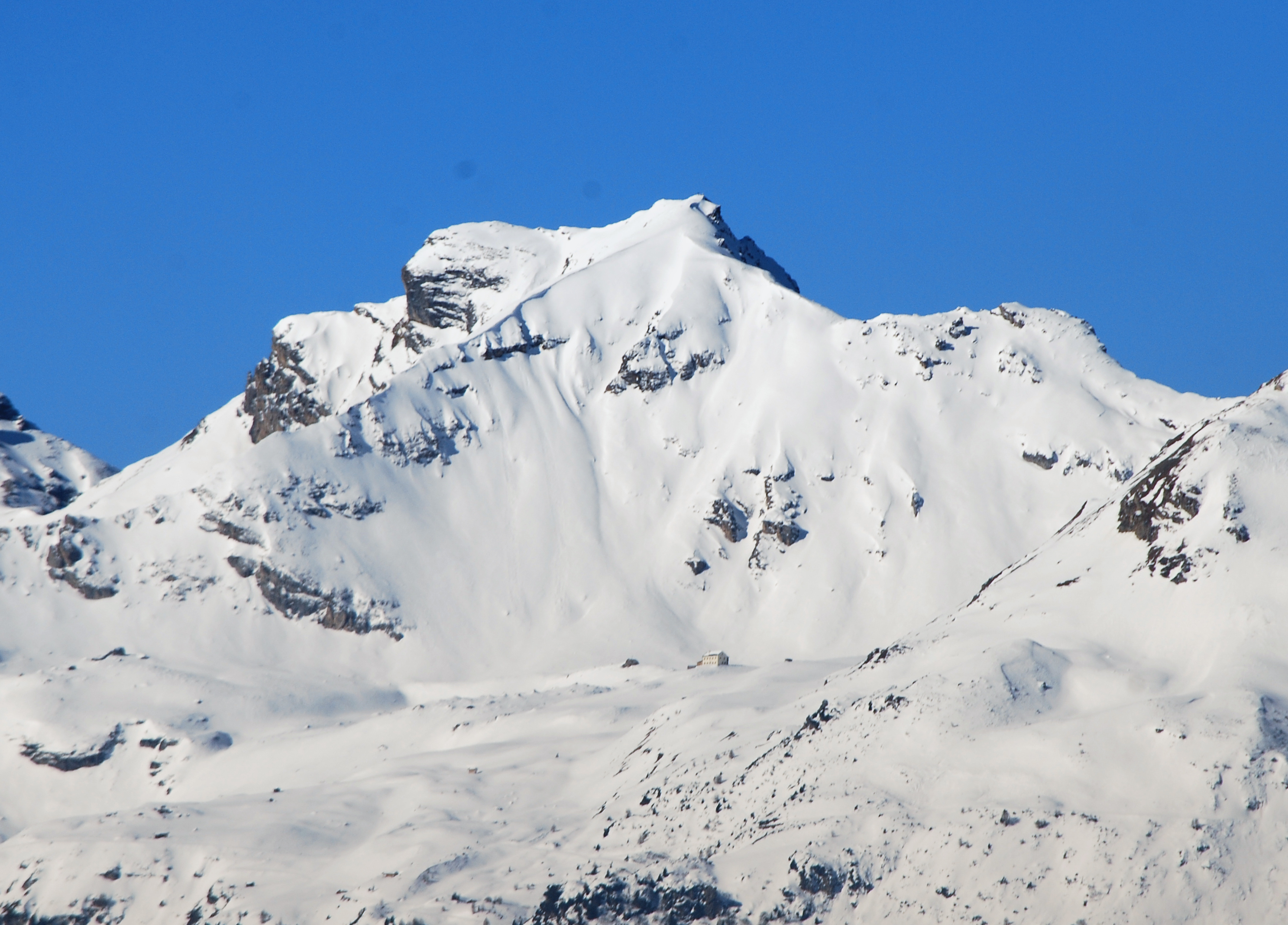
Padasterjochhaus vor der Hammerspitze im Winter

- Kesselspitze, Kalbenjoch, (Serles), Maria Waldrast
- Innsbrucker Hütte

## Karte
- Alpenvereinskarte 1:50.000, Blatt 31/5, Innsbruck Umgebung, ISBN 978-3928777537